# 平地孝次
平地 孝次（ひらち こうじ、1991年7月25日 - ）は、日本の音楽プロデューサー、作曲家、編曲家。女性アイドルグループのPassCodeの楽曲プロデュースなどを行っている。

## 来歴・人物
大阪府堺市に生まれる。高校を経て、大阪市にある大阪スクールオブミュージック専門学校を卒業。
2013年に元バンド仲間の法橋昂広と共にPassCodeを立ち上げる。

## 作品
PassCode
- 全楽曲（作曲・編曲・プロデュース）  ※「一か八か」のみ編曲・プロデュース

工藤晴香
- 「MY VOICE」（作曲・編曲）
- 「IRON SOUND」（作曲・編曲）
- 「それぞれのPLANET」（作曲・編曲）
- 「Thunder Beats」（作曲・編曲）
- 「アナタがいるから」（作曲・編曲）
- 「Memory Suddenly」（作曲・編曲）
- ｢GROOVY MUSIC TAPE｣     (作曲)
- ｢ROCK STAR｣     (作曲)
- ｢KEEP THE FAITH｣     (作曲  札ノ辻泰紀と共同)
- ｢君へのMHz｣     (作曲)
- ｢Magic Love｣     (作曲  工藤晴香と共同)
- ｢My Story My Life｣     (作曲)

uijin
- 「transit」（作曲・編曲）

我儘ラキア
- 「Leaving」（作曲）

Kolokol
- 「Witch」（作曲・編曲）

KRD8
- 「Whatcha up to?」（作曲・編曲）
- 「Daybrake」（作曲・編曲）

KissBeeWEST
- 「REGAME」（作曲・編曲）

NEVE SLIDE DOWN
- 全楽曲（作曲・編曲・プロデュース）

SKIRMISH
- 「トロイメライ」（作曲・編曲）
- 「深海」（作曲・編曲）
- 「マイルストーン」（作曲・編曲）

Yes Happy!
- 「ひこうきぐも」（作曲・編曲）
- 「Wonder!」（作曲・編曲）
- 「雨の城下町」（作曲・編曲）
- 「磁石」（作曲・編曲）
- 「君を想う」（作曲・編曲）

Malcolm Mask McLaren
- 「myself」（作曲・編曲）
- 「like this sneakers」（作曲・編曲）
- 「Bordeaux」（作曲・編曲）

mistress
- 「affair」（作曲・編曲）

TRiDENT
- 「Repaint」（編曲）

Quubi
- 「Legendary」（作曲・編曲）
- 「Change my life」（作曲）